# Socialist International Women
Socialist International Women är en internationell paraplyorganisation för kvinnogrupperna inom alla de socialistiska, kommunistiska och socialdemokratiska grupper, samt grupper inom arbetarrörelsen, som ingår i Socialistinternationalen. Sveriges socialdemokratiska kvinnoförbund (S-Kvinnor) är bland de grupper som ingår i Socialist International Women.

## Historik
Organisationen grundades med namnet Women's International Council of Socialist and Labour Organizations under First International Conference of Socialist Women i Stuttgart den 17 augusti 1907, som en del av Andra internationalen under ordförandeskap av Clara Zetkin.
Under Second International Women's Conference i Köpenhamn 1910 fattades beslutet att grunda nationella avdelningar. Third International Socialist Women's Conference hölls i Bern 1915 och en fjärde (denna dock informell) i Stockholm 1917. Verksamheten avtog dock under kriget. 
Verksamheten återupptogs informellt på en kongress år 1923. År 1926 fick organisationen namnet International Socialist Women's Committee och var en del av Labour and Socialist International under Edith Kemmis. Den upphörde 1940, under andra världskriget. 
Verksamheten återupptogs 1955, varpå den fick namnet International Council of Social Democratic Women.
Organisationen fick sitt nuvarande namn Socialist International Women år 1978.